# Mrzlo Polje
 Ovo je glavno značenje pojma Mrzlo Polje. Za druga značenja pogledajte Mrzlo Polje (razdvojba).
Mrzlo Polje je naselje u Republici Hrvatskoj, u sastavu Općine Veliko Trgovišće, Krapinsko-zagorska županija. 

## Stanovništvo
Prema popisu stanovništva iz 2001. godine, naselje je imalo 249 stanovnika te 82 obiteljskih kućanstava.

## Kultura
U ovom malenom mjestu 1937 godine rađa se orkestar Mrzlo polje tada zvan "MRZLOPOLCI". Orkestar je svirao sve moguće manifestacije u našoj županiji i šire. Proglašen je jednim od najboljih orkestara u Jugoslaviji, a njegov voditelj bio je Gosp. Dragutin Pavlinić ondašnji član vojnog orkestra. Zbog rata i nedostatka mladih članova orkestar je upao u malu krizu no braća Greblički uspijevaju pomladiti orkestar uz neke stare članove, koji 2010 postaje ponovno vodeći orkestar u Krapinsko zagorskoj županiji.
| broj stanovnika | 367   | 385   | 420   | 415   | 468   | 503   | 458   | 462   | 512   | 489   | 465   | 378   | 328   | 284   | 249   | 215   | 202   |
|                 | 1857. | 1869. | 1880. | 1890. | 1900. | 1910. | 1921. | 1931. | 1948. | 1953. | 1961. | 1971. | 1981. | 1991. | 2001. | 2011. | 2021. |